# Orgue du Tabernacle mormon
L'orgue du Tabernacle mormon est un orgue de 11 623 tuyaux qui se trouve dans le Tabernacle de Salt Lake City, en Utah, aux États-Unis. Il accompagne régulièrement les prestations du Chœur du Tabernacle mormon.

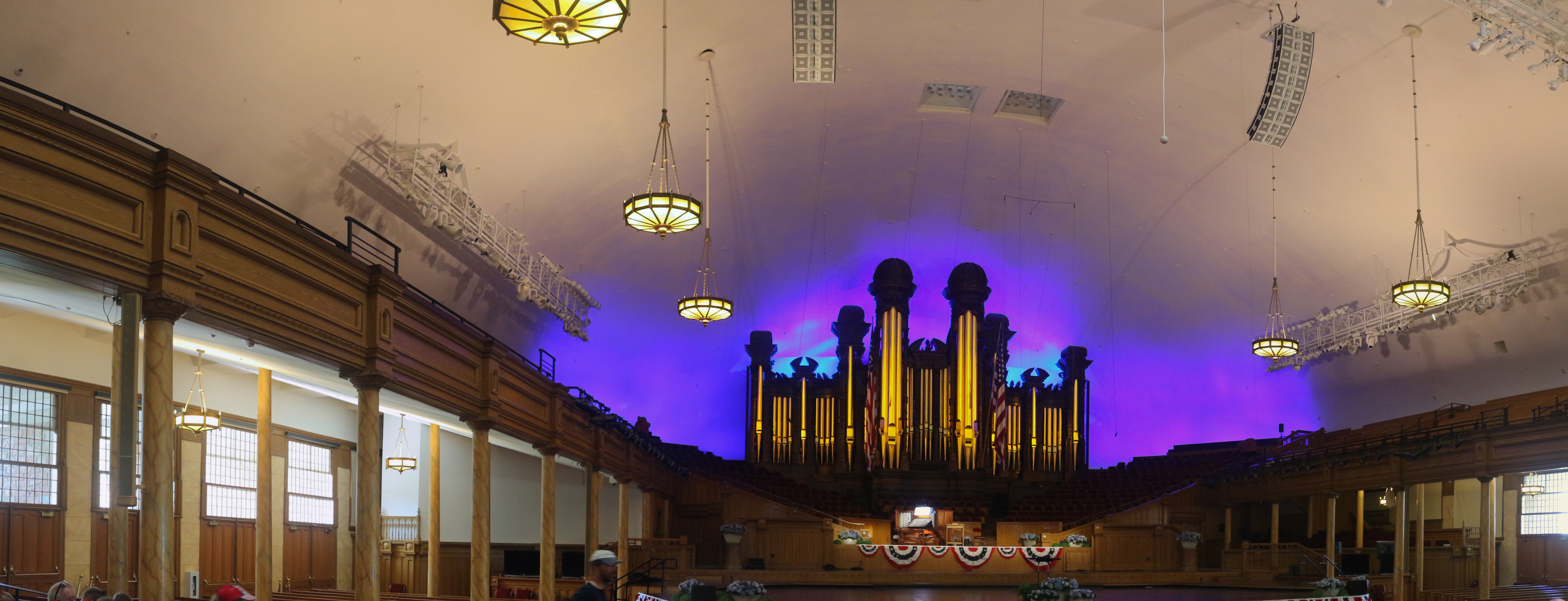
L'orgue du Tabernacle de Salt Lake City.

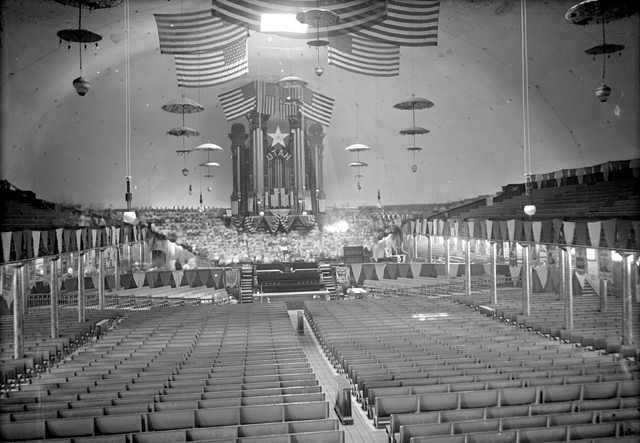
Cette photo de 1897 montre l'orgue tel qu'il se présentait à l'origine, avant les extensions successives.

## Construction